# 封杀
封杀是指禁止特定人物參與某些活動或從事某些工作，或禁止特定媒體播放節目或出版刊物，又或者禁止部份消息散播。是一種永久性的封禁或主觀上帶有永久性封禁意願的行為。
一些電視台會封殺某些與他們有過節或糾紛的艺人，禁止他們於電視台的節目出現。一些行業亦會封殺一些有不良紀錄的從業員。例如設計、創作相關的行業會封殺有剽竊他人作品紀錄的從業員。被封殺者輕則失去部份工作機會，影響收入；重則不能再於該領域立足，被逼改行。一些被封殺的人由於缺乏其他謀生技能，難以找到其他行業的工作，以致長期失業，生活潦倒。
在一些國家或地區，一些电视节目以及“与‘主旋律’不符”的节目，如涉及政府、政治敏感内容的刊物等亦被封杀。
在國際性的體育賽事，若運動員遭查出使用體育禁藥，則會遭禁賽處份。
在網路討論區，有些討論者因為行為不良或引起公憤，而被版主或站務管理員封殺，即永久封禁，又称“封号”。

## 中國大陸

### 中宣部
- 《中国青年报》“冰点”专题版以及李大同的公开信

### 新闻出版广电总局
- 香港及台湾知名主持人：
  - 吴宗宪（台灣电视节目主持人），现在吴宗宪已返回台湾。封杀内容为：“‘港台名嘴’不得在内地连续主持两期节目”。
- 网络电视台
  - 网络电视：如“中国国际网络电视台”，被称为“非法‘网络电视台’”。[1]
- 选秀节目
  - 超级女声，包括相关的真人秀选秀节目不能连续办两个月
- 方言電視劇
  - “方言版”猫和老鼠：原因：“对普及的普通话不利”[2]，封杀了原来热播的陕西方言、四川方言版本等方言版本的“猫和老鼠”动画片。
- 恶搞
  - 網上恶搞
    - 伪基百科以及红色经典被网络上的视频恶搞后，即被封杀，[3]现在在中国大陆传播网络视频需要“备案”。
- 电视游戏节目
  - 电子竞技、网络游戏电视节目均被封杀，著名的有中国中央电视台体育频道的《电子竞技世界》节目
- 境外动画片
  - 广电总局为了中国产动画片的发展，所以对境外动画片做出了一定播出限制[4]

### 中央电视台
- 小品作品及演員
  - 封杀[註 1]小品演员陈佩斯[5]
  - 黄健翔，但黄健翔本人予以否认。[6]
- 篮球运动员
  - 王治郅，因违反中国篮协规定留美参加NBA夏季联赛并私自决定在美国与中国国家队会合而被国家队除名，此后数年内被央视封杀，直到回国并在机场道歉后解禁。

## 香港
在香港，藝員被封殺的原因通常是亮相於其他電子媒體、行為不端等。以TVB為例，其所有合約藝員（包括香港很多知名歌手）均不能在其他電子媒體以廣東話接受訪問，否則會被TVB封殺一些時期，藝員只好以普通話接受香港其他電視台的訪問。
政治上的封殺，包括了北京對《蘋果日報》記者到內地採訪的限制、長實集團不在該報刊登廣告。另一方面，社會民主連線亦指《蘋果日報》及其他香港主流傳媒邊緣化與其有關的消息。2004年兩大名咀鄭經翰和黃毓民因被「封殺」，而先後走上從政之路。

## 臺灣
- 成龍319槍擊案發言。
- 梁家輝1984年剛出道時，因拍攝電影《垂簾聽政》遭到中華民國文化局的封殺。
- 汪明荃80年代當選中共人大代表遭到中華民國文化局的封殺。
- 梁小龍
- 巫啟賢工作證及相關演藝圈事件。
- 職棒簽賭案的涉案球員遭終身禁賽。

## 日本
在日本，藝人涉入吸毒或其他重大犯罪事件後，與該藝人簽約的事務所（經紀公司）通常會立即解約，且藝人參與演出的電影、電視劇、電玩、廣告代言等也會立即將該藝人除名、停播其出現的片段，由其他人代替甚至修改劇本刪除其主演的角色。
- 酒井法子：
- Becky：
- 皮埃爾·瀧（英语：Pierre Taki）：本名瀧正則（瀧 正則），Denki Groove（英语：Denki Groove）成员之一，2019年2月因使用古柯鹼而被逮捕，他正演出的NHK大河劇《韋駄天～東京奧運故事～》被換角，官方網站也將他的名字及劇照刪除[7]。參與演出的電玩遊戲《審判之眼：死神的遺言》也被發行商緊急下架已發行的日文及中文下載版和市面上的光碟版[8]，且在6月於歐美發行的英文版亦將其演出的角色更換人物造型及配音[9]，與此同時他參與配音的另一部遊戲《王國之心III》亦受到了影響。
- 宫迫博之和田村亮：吉本暗营业事件（日语：お笑い芸人による闇営業問題）

## 参看
- 取消文化
- 自我审查
- 黑名單
- 除憶詛咒
- 杯葛（抵制）

## 备注
1. ↑  指1999年-2019年期间，双方在2020年达成和解，陈佩斯作为导师身份参加该台综艺《金牌喜剧班》